# روژه فولون
روژه فولون (به فرانسوی: Roger Foulon) نویسنده قرن بیستم میلادی اهل بلژیک بود.